# Джон Зорн
Джон Зорн (англ. John Zorn; нар. 2 вересня 1953, Нью-Йорк) — американський композитор-авангардист, саксофоніст, аранжувальник, музичний продюсер та мульти-інструменталіст. Один з лідерів сучасного музичного авангарду.
Народився в Нью-Йорку, навчався в Міжнародній школі Організації Об'єднаних Націй, потім — у Вебстерському Університеті в Сент-Луїсі.
Творчість Зорна відрізняє жанрова і стильова багатоманітність: від неоакадемічної музики до пост-панку, ню метал, нойзу та електронної музики, експериментальних проектів у області музичної імпровізації.